# حیدرآباد (نیشابور)
حیدرآباد یک روستا در ایران است که در دهستان بینالود شهرستان نیشابور واقع شده است. حیدرآباد ۱۵۴ نفر جمعیت دارد.